# Мирослава Привер
Мирослава Привер (на полски: Miroslawa Prywer) е полска учителка и поетеса.

## Биография и творчество
Мирослава Привер, с рождено име Мирослава Сибилска, е родена през 1941 г. в Остророг, Полша. Завършва гимназия „Пьотр Скарга“ през 1959 г. Следва физика в университета „Адам Мицкевич“ в Познан. След дипломирането си работи като учителка по физика, първо в Гостин, а след това във Втора гимназия в Познан. В училището в Познан ръководи Кръга на младите поети (1989 – 1992), настойник е на Литературно-театралната група „Отворен кръг“ (1994 – 1998), и режисира 13 поетично-музикални спектакъла по собствени сценарии, сред които: „Триптихът на Валентин“, „Четирите годишни времена“, „Празничната улица“, „Паметта пази поезията“, „В градината на литературата“.
Първата ѝ книга, стихосбирката „Кехлибарено сияние“, е издадена през 1990 г. В следващите години са издадени стихосбирките ѝ „Птици на надеждата“, „Закъснял сън“, „Докосване на сивотата“, „Лирично пътешествие“, „Ритъмът на Земята“, „Светлина на паметта“ и „Моят малък голям космос“. Нейни стихове са включени в антологии и са преведени на чужди езици. Нейно стихотворение печели Турнира на 14-ия Международен ноември на поезията в Познан.
Мирослава Привер е редактор на алманасите на младите автори „Отворен кръг“ (1995, 1997, 2006), а през 2009 г. на поетичния сборник „Симфония на времето“, съдържащ стихове на абитуриенти, ученици и приятели на училището ѝ. Съорганизатор е на няколко издания на Международен ноември на поезията в Познан.
За дейността си получава редица награди: Златен знак „Отличник в работата сред младежта“ (1980), Почетен знак „За развитие на туризма и туристическото дело“ (1981), Златен кръст за заслуги (1986), Почетен знак „За заслуги в развитието на на Познанското воеводство“ (1989), медал на Комисията за народно образование (1996), отличие „Изявен деец на културата“ (2001).
От 1989 г. тя е член на Учителския литературен клуб в Познан. През 1996 г. става член на Съюза на полските писатели. В периода 1996 – 2005 г. е ковчежник на Познанския клон на Съюза.
Мирослава Привер живее със семейството си в Познан.

## Произведения
- Bursztynowy rozsypaniec (1990)[1][2]
- Ptaki nadziei (1993)
- Spóźniony sen (1995)
- Dotyk szarości (1998)
- Podróż liryczna (2000)
- Rytm Ziemi (2002)
- Światło pamięci (2011)
- Mój mały wielki kosmos (2018)
- Oswajanie czasoprzestrzeni (2021)